# Campionat del Món de motocròs 1987
La temporada de 1987 del Campionat del Món de motocròs fou la 31a edició d'aquest campionat, organitzat per la FIM. El calendari oficial constava de 12 Grans Premis, celebrats entre el 5 d'abril i el 30 d'agost.
Aquella fou la primera temporada d'ençà de 1961 en què a Catalunya no s'hi disputava cap Gran Premi. Llevat del Gran Premi d'Espanya de 250 cc disputat a l'Illa d'Eivissa el 1988, no se'n celebrà cap altre als Països Catalans fins a la temporada de 1994, en què el Circuit de Motocròs de Catalunya, a Bellpuig, es feu càrrec del Gran Premi d'Espanya de 125 cc.

## Sistema de puntuació
Barem de puntuació del 1984 al 2000:
| Posició | 1  | 2  | 3  | 4  | 5  | 6  | 7 | 8 | 9 | 10 | 11 | 12 | 13 | 14 | 15 |
| Punts   | 20 | 17 | 15 | 13 | 11 | 10 | 9 | 8 | 7 | 6  | 5  | 4  | 3  | 2  | 1  |

## 500 cc

### Grans Premis
| Ronda | Data         | Gran Premi                    | Lloc                 | Guanyador        |
| ----- | ------------ | ----------------------------- | -------------------- | ---------------- |
| 1     | 5 d'abril    | Gran Premi d'Espanya          | Yunquera de Henares  | Dave Thorpe      |
| 2     | 12 d'abril   | Gran Premi de França          | Pernes-les-Fontaines | Dave Thorpe      |
| 3     | 26 d'abril   | Gran Premi d'Àustria          | Sittendorf           | Dave Thorpe      |
| 4     | 10 de maig   | Gran Premi de Finlàndia       | Ruskeasanta          | Georges Jobé     |
| 5     | 17 de maig   | Gran Premi de Suècia          | Kristianstad         | Jacky Martens    |
| 6     | 31 de maig   | Gran Premi d'Alemanya         | Reutlingen           | Georges Jobé     |
| 7     | 14 de juny   | Gran Premi d'Itàlia           | Ponte a Egola        | Georges Jobé     |
| 8     | 12 de juliol | Gran Premi de Gran Bretanya   | Farleigh Castle      | Georges Jobé     |
| 9     | 19 de juliol | Gran Premi dels Països Baixos | Heerlen              | Kurt Nicoll      |
| 10    | 2 d'agost    | Gran Premi de Bèlgica         | Namur                | Heinz Kinigadner |
| 11    | 9 d'agost    | Gran Premi de Luxemburg       | Folkendange          | Kees van der Ven |
| 12    | 30 d'agost   | Gran Premi de Suïssa          | Roggenburg           | Kees van der Ven |

### Classificació final
| Posició | Pilot            | Motocicleta | Punts |
| ------- | ---------------- | ----------- | ----- |
| 1       | Georges Jobé     | Honda       | 304   |
| 2       | Kurt Nicoll      | Kawasaki    | 249   |
| 3       | Kees Van der Ven | KTM         | 243   |
| 4       | Kurt Ljungqvist  | Yamaha      | 209   |
| 5       | Dave Thorpe      | Honda       | 182   |
| 6       | Leif Persson     | Yamaha      | 158   |
| 7       | Heinz Kinigadner | KTM         | 140   |
| 8       | Jacky Martens    | KTM         | 135   |
| 9       | Jo Martens       | Kawasaki    | 124   |
| 10      | Claudio De Carli | Honda       | 118   |

## 250 cc

### Grans Premis
| Ronda | Data         | Gran Premi                    | Lloc             | Guanyador      |
| ----- | ------------ | ----------------------------- | ---------------- | -------------- |
| 1     | 12 d'abril   | Gran Premi de Bèlgica         | Wuustwezel       | Pekka Vehkonen |
| 2     | 26 d'abril   | Gran Premi de Portugal        | Águeda           | Eric Geboers   |
| 3     | 10 de maig   | Gran Premi de Gran Bretanya   | Hawkstone Park   | Pekka Vehkonen |
| 4     | 17 de maig   | Gran Premi dels Països Baixos | Best             | Eric Geboers   |
| 5     | 31 de maig   | Gran Premi de Txecoslovàquia  | Dalečín          | Eric Geboers   |
| 6     | 21 de juny   | Gran Premi de Iugoslàvia      | Mladina          | Rob Herring    |
| 7     | 28 de juny   | Gran Premi de San Marino      | Borgo Maggiore   | Pekka Vehkonen |
| 8     | 5 de juliol  | Gran Premi de França          | Iffendic         | Eric Geboers   |
| 9     | 19 de juliol | Gran Premi dels Estats Units  | Hollister        | Rick Johnson   |
| 10    | 2 d'agost    | Gran Premi del Brasil         | Campos do Jordão | Pekka Vehkonen |
| 11    | 9 d'agost    | Gran Premi de l'Argentina     | Salta            | Rodney Smith   |
| 12    | 30 d'agost   | Gran Premi de Suècia          | Nyköping         | Eric Geboers   |

### Classificació final
| Posició | Pilot           | Motocicleta | Punts |
| ------- | --------------- | ----------- | ----- |
| 1       | Eric Geboers    | Honda       | 381   |
| 2       | Pekka Vehkonen  | Cagiva      | 299   |
| 3       | Jorgen Nilsson  | Honda       | 287   |
| 4       | Michele Rinaldi | Suzuki      | 206   |
| 5       | Rob Herring     | Yamaha      | 194   |
| 6       | Soren Mortensen | Yamaha      | 172   |
| 7       | Peter Hansson   | KTM         | 169   |
| 8       | Leo Combee      | Kawasaki    | 140   |
| 9       | Michele Fanton  | Yamaha      | 119   |
| 10      | Marc Velkeneers | Honda       | 119   |

## 125 cc

### Grans Premis
| Ronda | Data         | Gran Premi                    | Lloc           | Guanyador         |
| ----- | ------------ | ----------------------------- | -------------- | ----------------- |
| 1     | 5 d'abril    | Gran Premi dels Països Baixos | Valkenswaard   | Dave Strijbos     |
| 2     | 3 de maig    | Gran Premi de Bèlgica         | Nismes         | Dave Strijbos     |
| 3     | 10 de maig   | Gran Premi d'Itàlia           | Arco           | Massimo Contini   |
| 4     | 17 de maig   | Gran Premi de Txecoslovàquia  | Holice         | John Van Den Berk |
| 5     | 24 de maig   | Gran Premi de Bulgària        | Samokov        | Dave Strijbos     |
| 6     | 28 de juny   | Gran Premi de França          | Arbis          | Dave Strijbos     |
| 7     | 4 de juliol  | Gran Premi d'Irlanda          | Killinchy      | John Van Den Berk |
| 8     | 12 de juliol | Gran Premi de Suïssa          | Rothenthurm    | Dave Strijbos     |
| 9     | 26 de juliol | Gran Premi de Finlàndia       | Kuopio         | John Van Den Berk |
| 10    | 2 d'agost    | Gran Premi d'Alemanya         | Niederwurzbach | Jean-Michel Bayle |
| 11    | 16 d'agost   | Gran Premi dels Estats Units  | Steel City     | Dave Strijbos     |
| 12    | 30 d'agost   | Gran Premi d'Àustria          | Schwanenstadt  | Jean-Michel Bayle |

### Classificació final
| Posició | Pilot             | Motocicleta | Punts |
| ------- | ----------------- | ----------- | ----- |
| 1       | John Van Den Berk | Yamaha      | 357   |
| 2       | Dave Strijbos     | Cagiva      | 341   |
| 3       | Jean-Michel Bayle | Honda       | 310   |
| 4       | Corrado Maddi     | Honda       | 245   |
| 5       | Massimo Contini   | Cagiva      | 225   |
| 6       | Pedro Tragter     | Honda       | 196   |
| 7       | Bob Moore         | Honda       | 155   |
| 8       | Peter Kovar       | Kawasaki    | 129   |
| 9       | Dietmar Larcher   | Honda       | 128   |
| 10      | Alberto Barozzi   | Benelli     | 123   |

## Resum: Podi final 1987
|           | 500 cc           | 500 cc   | 250 cc         | 250 cc | 125 cc            | 125 cc |
| Campió    | Georges Jobé     | Honda    | Eric Geboers   | Honda  | John Van Den Berk | Yamaha |
| Subcampió | Kurt Nicoll      | Kawasaki | Pekka Vehkonen | Cagiva | David Strijbos    | Cagiva |
| Tercer    | Kees Van Der Ven | KTM      | Jörgen Nilsson | Honda  | Jean-Michel Bayle | Honda  |